# Вільсон Ізідор
Вільсон Ізідор (фр. Wilson Isidor, нар. 27 серпня 2000, Ренн) — французький футболіст гаїтянського походження, нападник англійського клубу «Сандерленд».

## Клубна кар'єра
Уродженець Ренна, Вільсон є вихованцем академії однойменного футбольного клубу зі свого рідного міста. У сезоні 2017/18 Ізідор виступав за резервну команду, після чого влітку 2018 року підписав контракт із «Монако», де теж став грати за резервну команду.
11 листопада 2018 року дебютував за першу команду у французькій Лізі 1 в матчі проти «Парі Сен-Жермена», вийшовши на заміну на 48 хвилині. Провівши ще по одному матчу в Кубку Франції та Кубку ліги в тому сезоні, з 2019 року Вільсон для отримання ігрової практики здавався в оренду в нижчолігові клуби «Лаваль» та «Бастія-Борго», провівши там по сезону.

## Кар'єра в збірній
28 березня 2017 року Ізідор дебютував у складі юнацької збірної Франції до 17 років в грі проти збірної Швеції.
30 серпня 2017 року зіграв свій перший матч за збірну Франції до 18 років.
13 жовтня 2018 дебютував за збірну Франції до 19 років в грі проти збірної Вірменії, зробивши в цьому матчі хет-трик. 17 листопада того ж року зробив ще один хет-трик за збірну до 19 років в матчі проти збірної Литви.

## Титули і досягнення
«Зеніт»
- Чемпіон Росії (1): 2023–24
- Володар Кубка Росії (1): 2023–24
- Володар Суперкубка Росії (1): 2024